# Asa Akira
Asa Akira, vlastním jménem Asa Takigami (narozena 3. ledna 1985 na Manhattanu v New Yorku) je americká pornoherečka a režisérka.

## Biografie
Asa Akira se narodila na Manhattanu v New Yorku. japonským rodičům. Žila v SoHo na Manhattanu až do devíti let, kdy se přestěhovala do Tokia v Japonsku. Žila tam čtyři roky, než se v pubertě přestěhovala zpět do Spojených států. Když se stěhovala zpět do New Yorku, její rodina se původně přestěhovala do centra Brooklynu, než se přestěhovala do Clinton Hill v New Yorku.
Asa navštěvoval Mezinárodní školu Spojených národů v Kips Bay v New Yorku, než šel do Washington Irving School v nedalekém parku Gramercy.
Asa je její skutečné křestní jméno, které v japonštině znamená „ráno“. Její profesionální příjmení bylo převzato z anime filmu Akira.

## Ocenění
| AVN Awards (21) | AVN Awards (21) | AVN Awards (21)                   | AVN Awards (21)                                   |
| Výsledek        | Rok             | Kategorie                         | Film                                              |
| --------------- | --------------- | --------------------------------- | ------------------------------------------------- |
| vítězství       | 2011            | Best Double Penetration Sex Scene | Asa Akira Is Insatiable                           |
| vítězství       | 2011            | Best All-Girl Three-Way Sex Scene | Buttwoman vs. Slutwoman                           |
| vítězství       | 2011            | Best Anal Sex Scene               | Asa Akira Is Insatiable                           |
| vítězství       | 2011            | Best Three-Way Sex Scene - G/B/B  | Asa Akira Is Insatiable                           |
| vítězství       | 2012            | Best Double-Penetration Scene     | Asa Akira Is Insatiable 2                         |
| vítězství       | 2012            | Best Group Sex Scene              | Asa Akira Is Insatiable 2                         |
| vítězství       | 2012            | Best Solo Sex Scene               | Superstar Showdown 2: Asa Akira vs. Kristina Rose |
| vítězství       | 2012            | Best Tease Performance            | Asa Akira Is Insatiable 2                         |
| vítězství       | 2012            | Best Three-Way Sex Scene - B/B/G  | Asa Akira Is Insatiable 2                         |
| vítězství       | 2012            | Best Anal Sex Scene               | Asa Akira Is Insatiable 2                         |
| vítězství       | 2013            | Best Double Penetration Sex Scene | Asa Akira Is Insatiable 3                         |
| vítězství       | 2013            | Best Group Sex Scene              | Asa Akira Is Insatiable 3                         |
| vítězství       | 2013            | Best POV Sex Scene                | Asa Akira To The Limit                            |
| vítězství       | 2013            | Best Three-Way Sex Scene - G/G/B  | Asa Akira Is Insatiable 3                         |
| vítězství       | 2013            | Female Performer Of The Year      | —                                                 |
| vítězství       | 2013            | Best Star Showcase                | Asa Akira To The Limit                            |
| vítězství       | 2014            | Best Porn Star Website            | AsaAkira.com                                      |
| vítězství       | 2017            | Best Solo/Tease Performance       | Asa Goes To Hell                                  |
| vítězství       | 2018            | Mainstream Star Of The Year       | —                                                 |
| vítězství       | 2019            | Mainstream Venture Of The Year    | —                                                 |
| vítězství       | 2019            | Hall Of Fame - Video Branch       | —                                                 |

| NightMoves Awards (3) | NightMoves Awards (3) | NightMoves Awards (3) |
| Výsledek              | Rok                   | Kategorie             |
| --------------------- | --------------------- | --------------------- |
| vítězství             | 2012                  | Best Ass              |
| vítězství             | 2013                  | Best Ethnic Performer |
| vítězství             | 2014                  | Best Body             |

| Pornhub Awards (3) | Pornhub Awards (3) | Pornhub Awards (3)                |
| Výsledek           | Rok                | Kategorie                         |
| ------------------ | ------------------ | --------------------------------- |
| vítězství          | 2019               | Best Fan Club                     |
| vítězství          | 2020               | Favorite MILF                     |
| vítězství          | 2022               | Favorite Social Media Personality |

| XBIZ Awards (3) | XBIZ Awards (3) | XBIZ Awards (3)                       | XBIZ Awards (3)   |
| Výsledek        | Rok             | Kategorie                             | Film              |
| --------------- | --------------- | ------------------------------------- | ----------------- |
| vítězství       | 2012            | Female Performer Of The Year          | —                 |
| vítězství       | 2017            | Best Supporting Actress               | DNA               |
| vítězství       | 2018            | Best Actress - Couples-Themed Release | The Blonde Dahlia |

| XRCO Awards (5) | XRCO Awards (5) | XRCO Awards (5)                 | XRCO Awards (5) |
| Výsledek        | Rok             | Kategorie                       |                 |
| --------------- | --------------- | ------------------------------- | --------------- |
| vítězství       | 2012            | Female Performer Of The Year    |                 |
| vítězství       | 2012            | Superslut                       |                 |
| vítězství       | 2013            | Female Performer Of The Year    |                 |
| vítězství       | 2015            | Mainstream Adult Media Favorite |                 |
| vítězství       | 2020            | Hall Of Fame                    |                 |

## Galerie

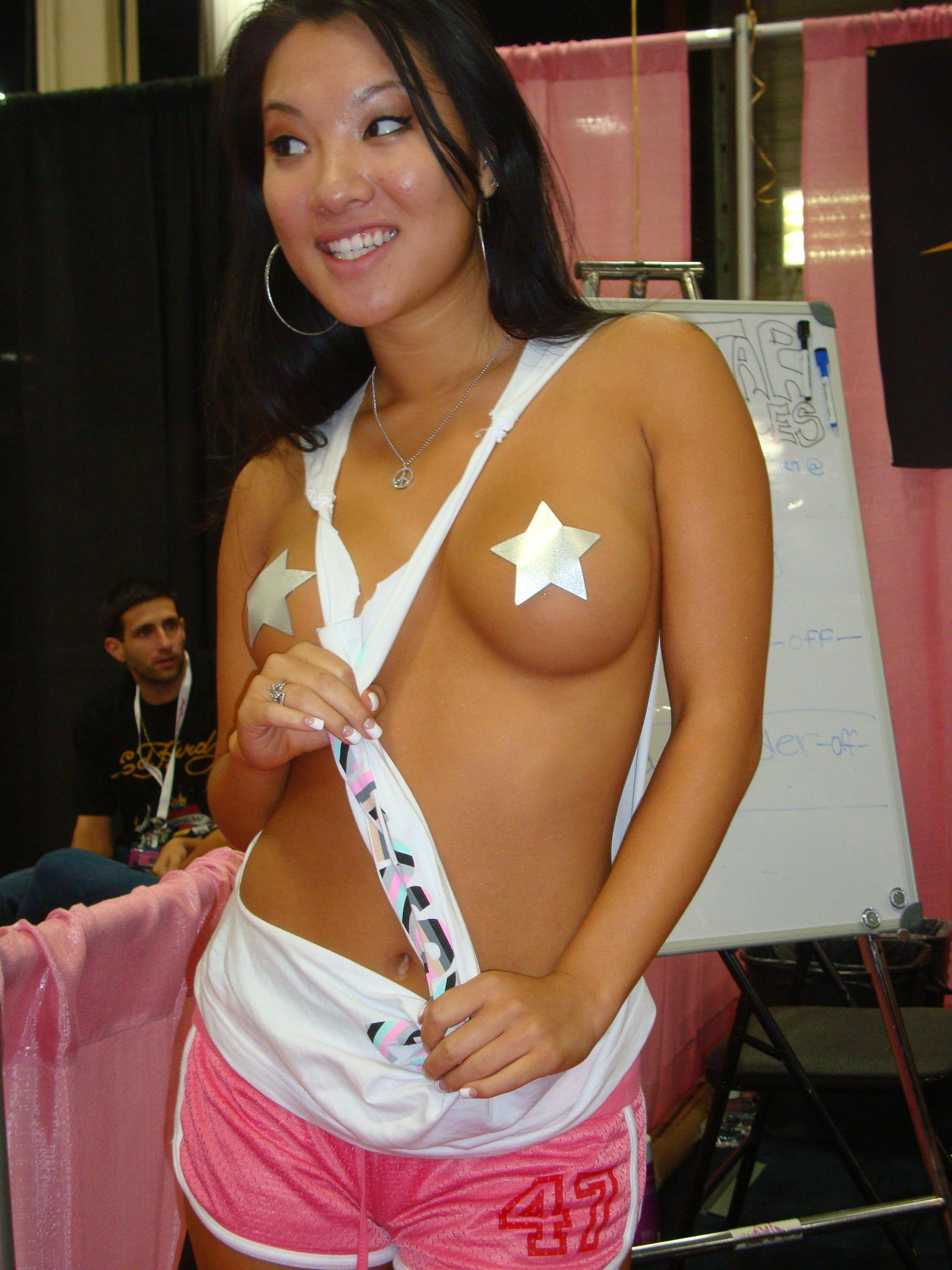
(2008)
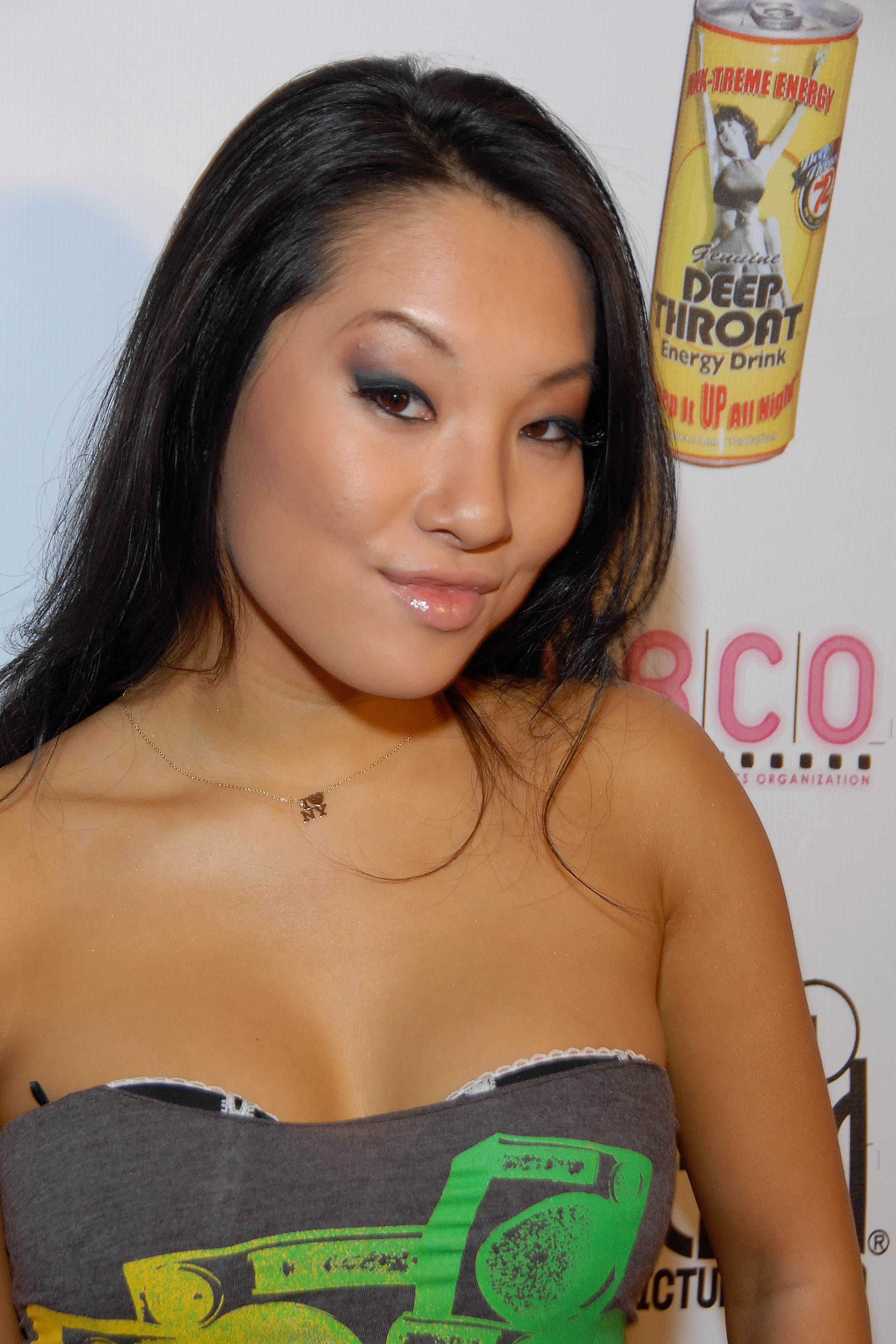
(2009)
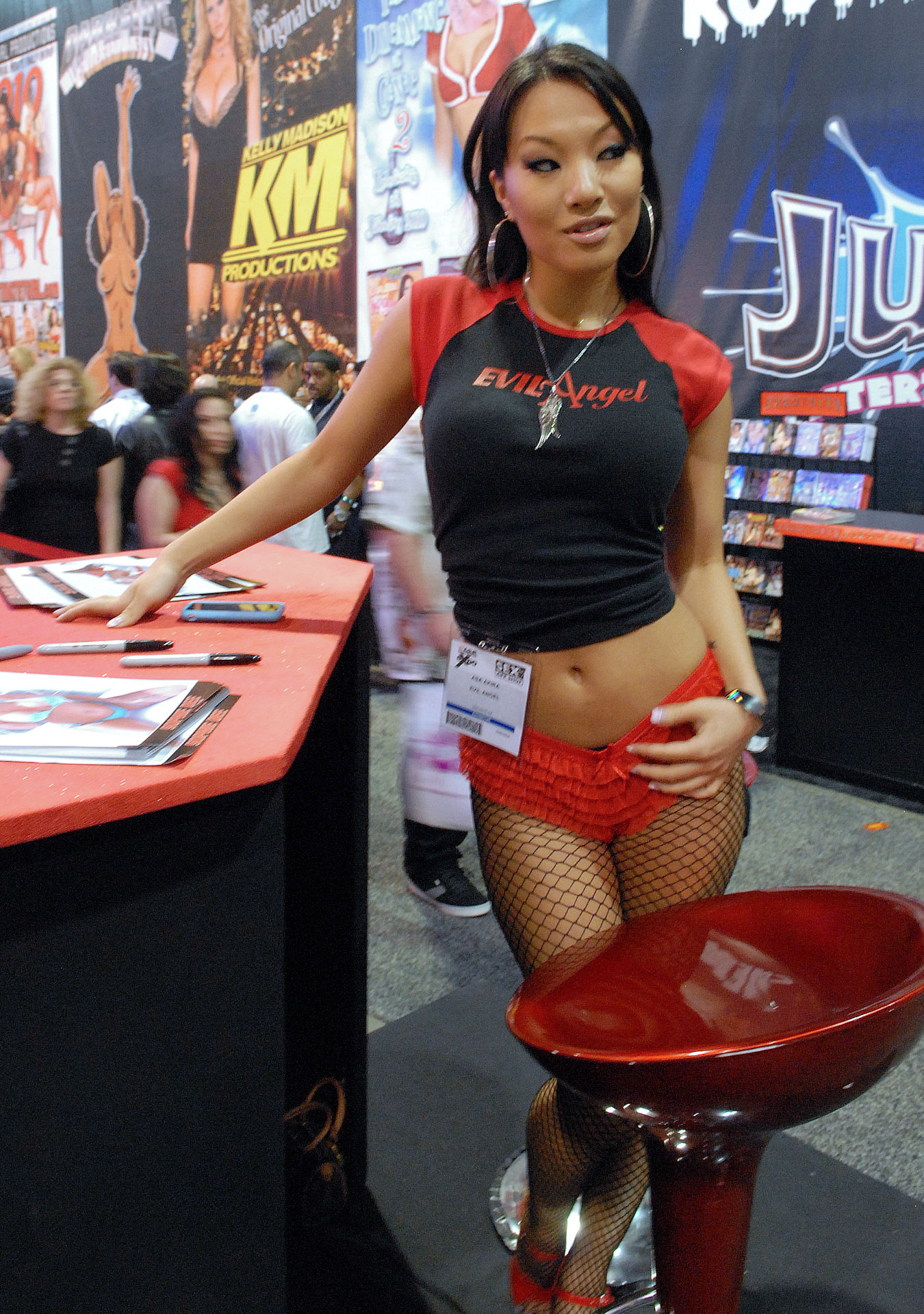
(2010)
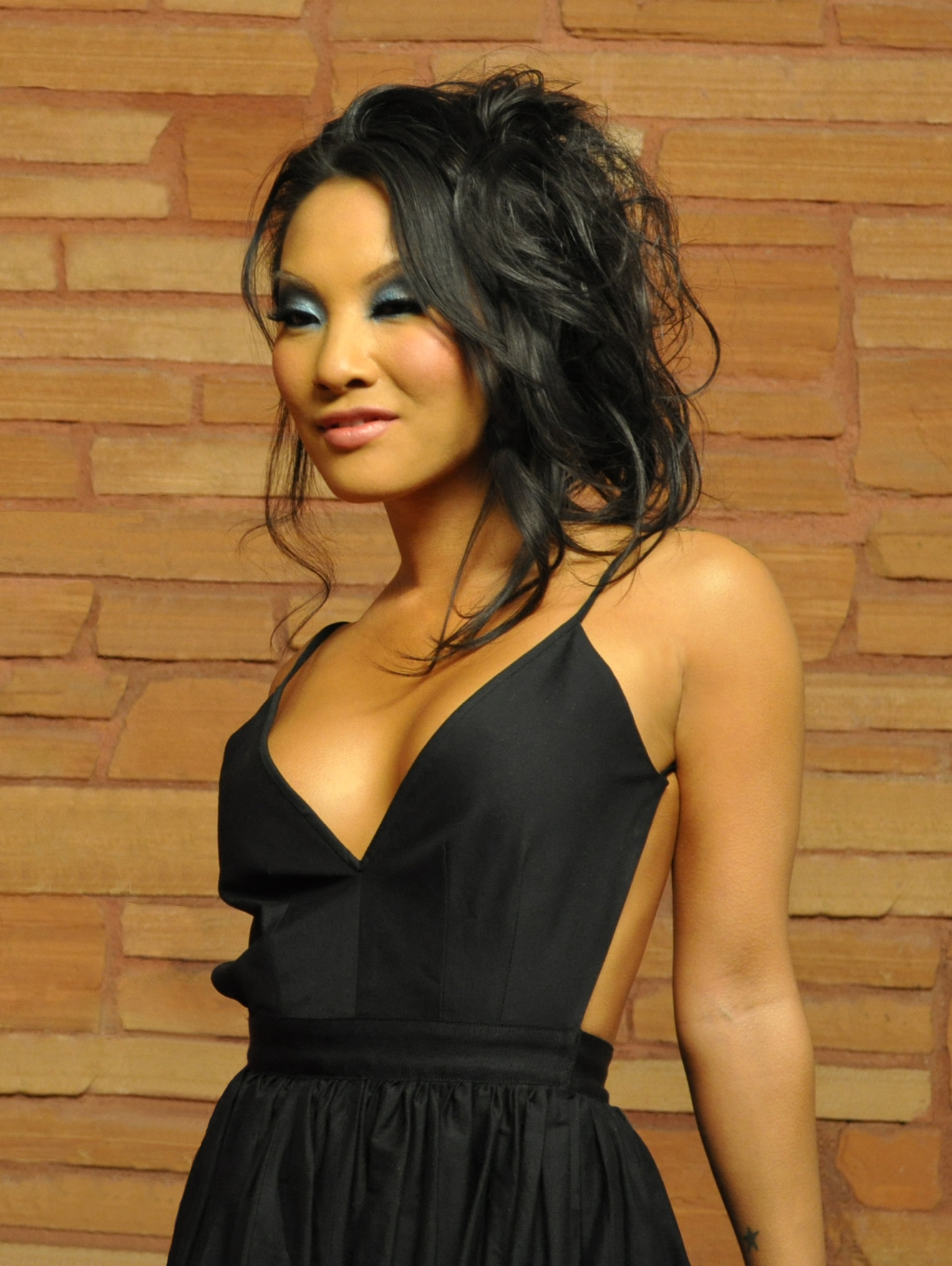
(2011)
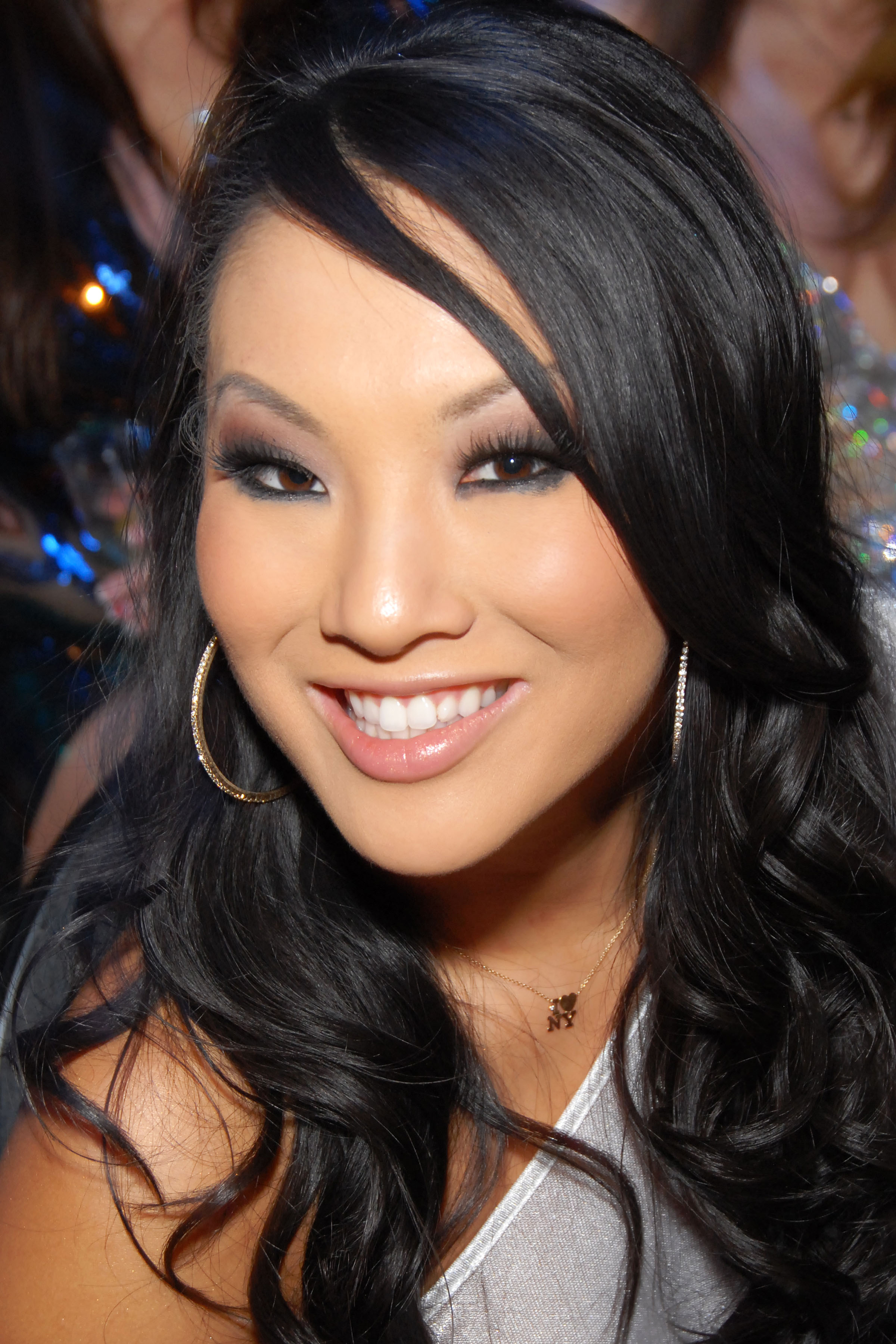
(2012)
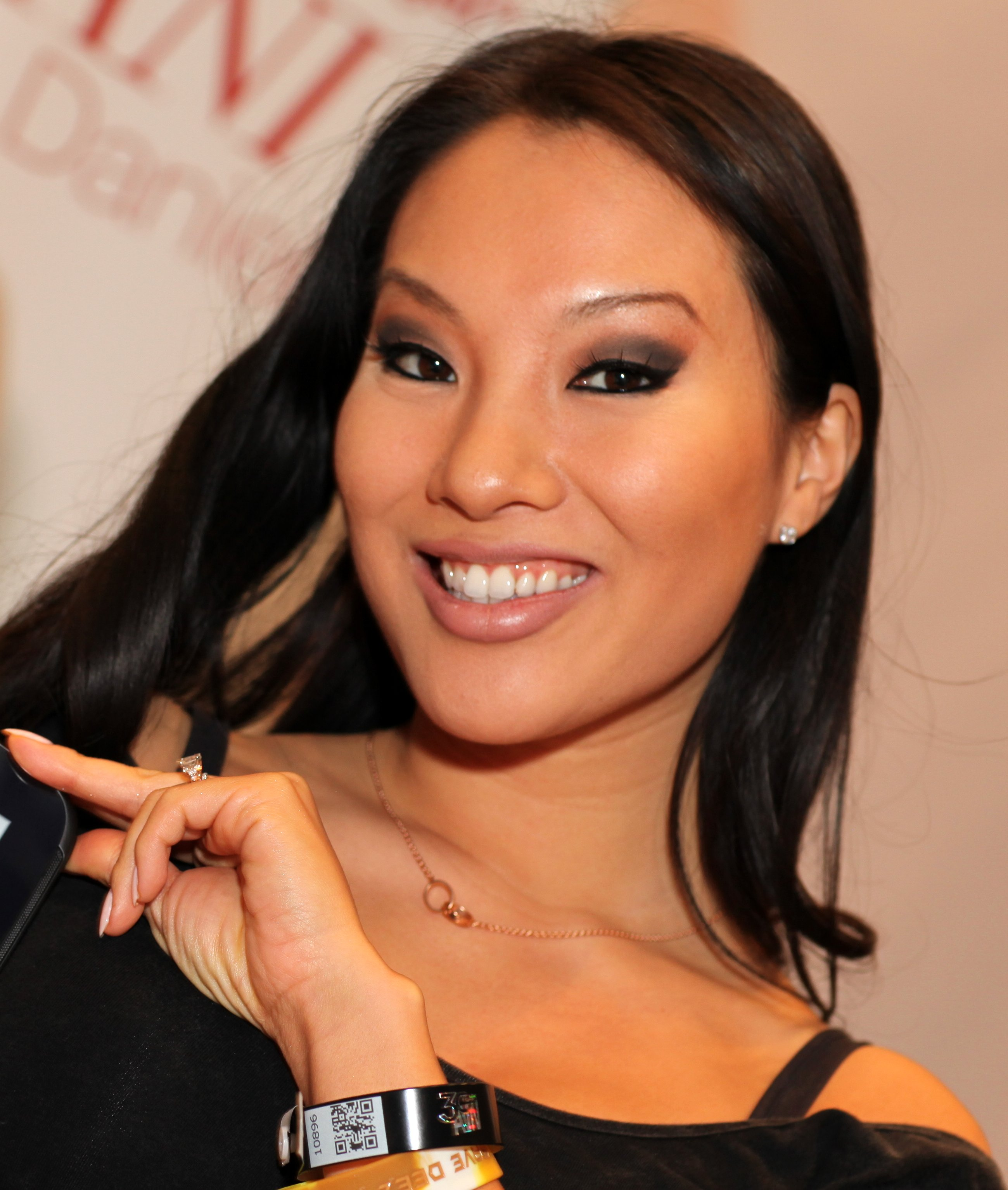
Asa Akira (2013)
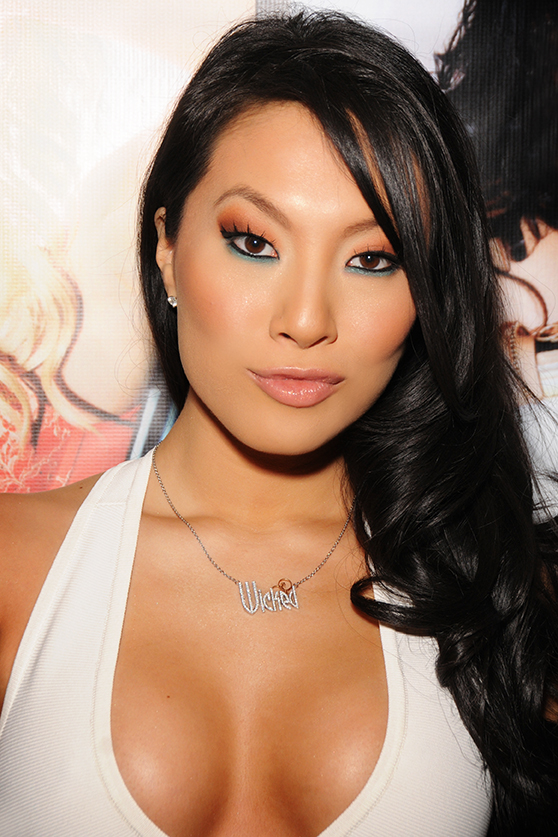
(2014)
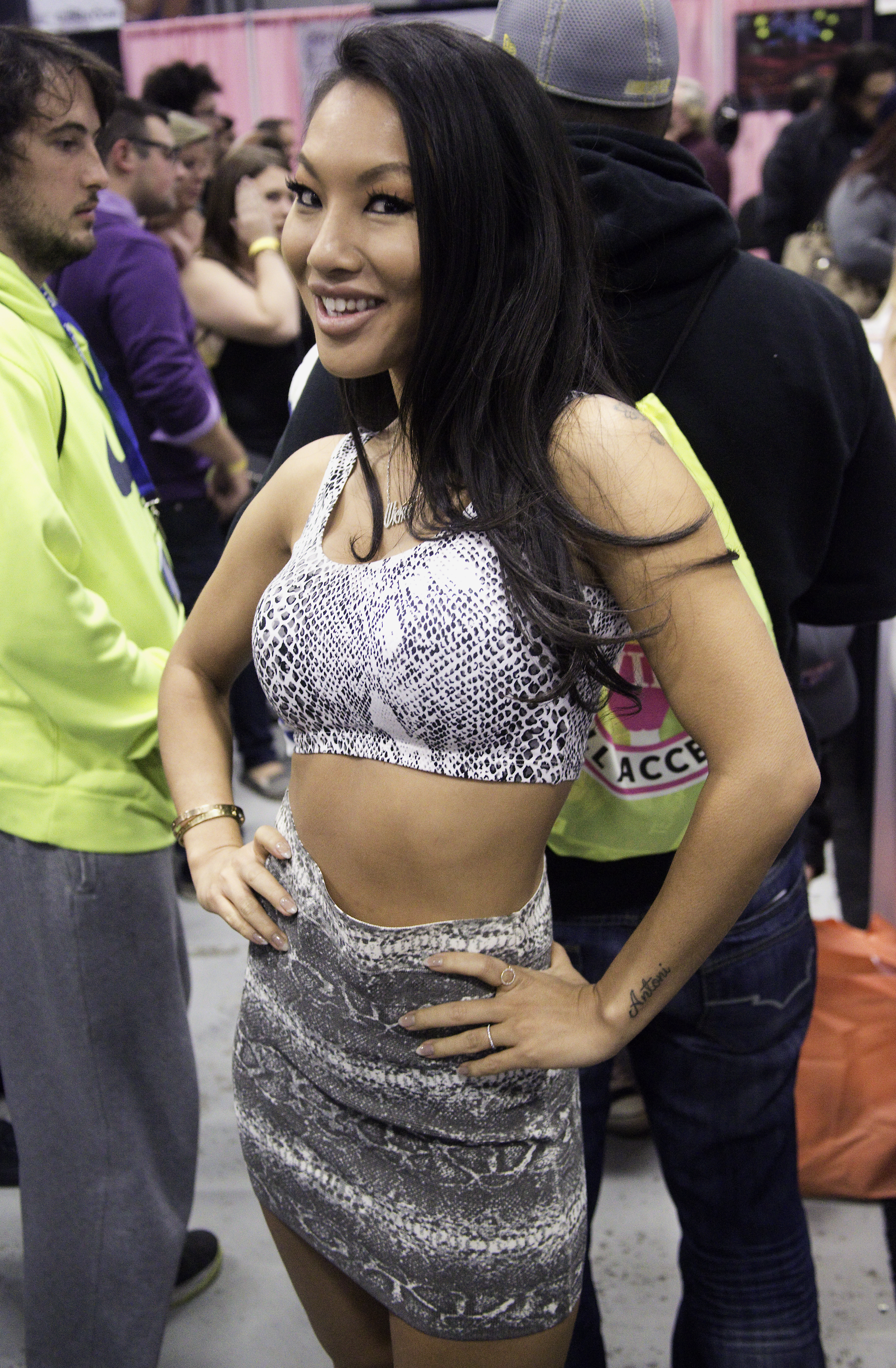
(2015)
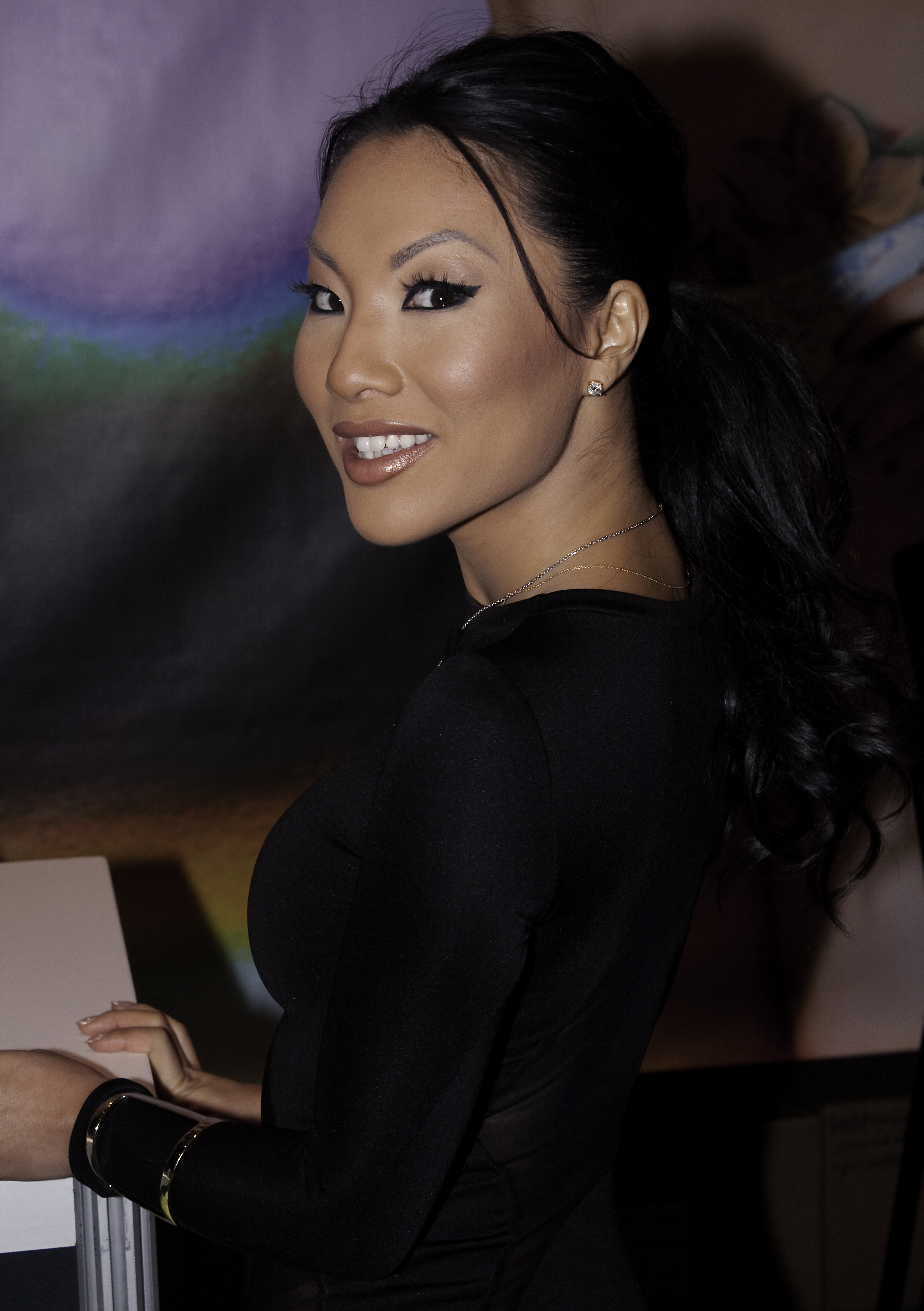
(2016)